# Yo (Excuse Me Miss)
«Yo (Excuse Me Miss)» es el segundo sencillo del cantante estadounidense de R&B Chris Brown, perteneciente a su álbum debut Chris Brown. Fue estrenado el 13 de diciembre de 2005 en Estados Unidos y el 28 de febrero de 2006 en el resto del mundo. La canción fue escrita por Dre & Vidal y Johnta Austin, y producida por Dre & Vidal. Fue certificado platino por la RIAA. Cuenta con la colaboración de Dre (André Merit), quien canta el coro del estribillo. Esta canción aparece en el videojuego Dance Dance Revolution Hottest Party.

## Videoclip
En el videoclip, dirigido por Erik White, Brown ve a una chica que le llama la atención. Entonces la sigue mientras baila. Tras llegar a una cancha de baloncesto, empieza a bailar con otros dos chicos. Brown entra en un coche con la chica, le canta y le da su número de teléfono. Entonces empieza a bailar encima de un coche y al final del video baila junto con un grupo de gente. Lil' JJ, Trey Songz y DeRay Davis hacen cameos en el video.

## Posición en listas
| Lista (2005-2006)                                 | Posición máxima |
| ------------------------------------------------- | --------------- |
| Alemania (Media Control Charts)                   | 56              |
| Australia (ARIA)                                  | 10              |
| Finlandia (Mitä hittiä)                           | 14              |
| Irlanda (Irish Singles Chart)                     | 15              |
| Nueva Zelanda (RIANZ)                             | 9               |
| Países Bajos (Single Top 100)                     | 67              |
| Reino Unido Singles (The Official Charts Company) | 13              |
| Suiza (Media Control Charts)                      | 34              |
| Estados Unidos (Billboard Hot 100)                | 7               |
| Estados Unidos Hot R&B/Hip-Hop Songs (Billboard)  | 2               |
| Estados Unidos Pop Songs (Billboard)              | 16              |

- Datos: Q94798